# Piri Reis karta

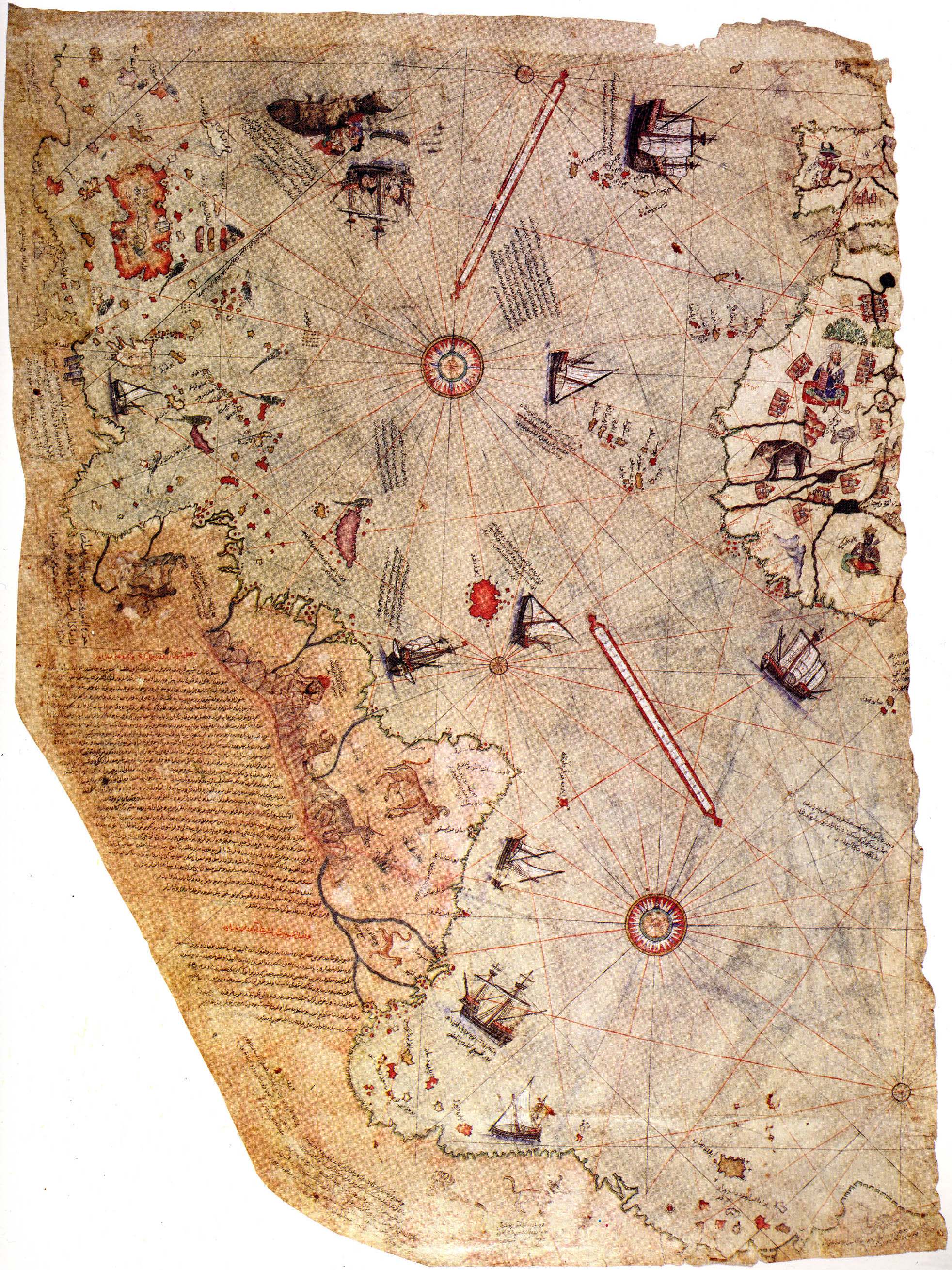
Piri Reis karta.

Piri Reis karta är en karta från 1500-talet ritad av den osmansk-turkiske amiralen och kartografen Piri Reis. Kartan visar en del av Europas och Nordafrikas västra kustområden med rimlig precision, och även kusten på Brasilien är lätt urskiljbar. Flera av atlantöarna inklusive Azorerna och Kanarieöarna avbildas, liksom den mytiska ön Antillia. 

## Kartan och dess historia
Kartan utgör den kvarvarande tredjedelen av en världskarta ritad på ett gasellskinn. Den bevarade delen avbildar främst västra kusten av Afrika och östra kusten av Sydamerika. Kartan ritades 1513 av Piri Reis, en berömd amiral i den osmanska flottan, och presenterades för sultanen 1517. Enligt Piri Reis var kartan baserad på ungefär 20 kartblad och världskartor, inklusive åtta Ptolemeiska kartor, en arabisk karta av Indien, fyra nytecknade portugisiska kartor över deras senaste upptäckter och en karta av Columbus över länderna i väst.
Kartan upptäcktes 1929 när Topkapipalatset, i Istanbul, Turkiet, byggdes om till museum. Den blev uppmärksammad som en av de tidigaste kartorna över Amerika. Den var också av intresse eftersom Piri Reis sagt sig ha utgått från en karta ritad av Columbus, och man länge förgäves försökt hitta hans förlorade kartor. En utredning startades för att försöka hitta Columbus karta i Turkiet, dock utan resultat.
Piri Reis karta förvaras nu i Topkapipalatsets bibliotek i Istanbul, men brukar normalt inte visas för allmänheten.

## Tolkningar
Kartan är anmärkningsvärd för sin avbildning av en landmassa i söder som några kontroversiellt hävdar är ett bevis för en tidig medvetenhet om kontinenten Antarktis existens. Andra menar dock att det som vissa anser vara Antarktis på kartan egentligen är antingen Patagonien eller "Terra Australis Incognita", "det okända landet i söder", som finns avbildat på en del kartor från denna tid. 
Diverse teorier, allmänt ansedda som pseudovetenskapliga, har lagts fram om kartan. Erich von Däniken hävdar att kartan måste vara baserad på flygfotografier tagna från hög höjd och att den därför är skapad av utomjordingar som besökt jorden.  Enligt Charles Hapgood är denna och andra kartor från samma tid mer exakta än vad den tidens instrument tillät. Han menar därför att dessa kartor stödjer teorin om att det funnits en tidigare okänd, högstående civilisation.